# Horsfieldia obscurinervia
Horsfieldia obscurinervia är en tvåhjärtbladig växtart som beskrevs av Elmer Drew Merrill. Horsfieldia obscurinervia ingår i släktet Horsfieldia och familjen Myristicaceae. Inga underarter finns listade i Catalogue of Life.